# Человек-невидимка (фильм, 2020)
«Человек-невидимка» (англ. The Invisible Man) — научно-фантастический фильм ужасов Ли Уоннелла, берущий за основу одноимённый роман Герберта Уэллса. В главной роли: Элизабет Мосс.
Премьера фильма в США состоялась 28 февраля 2020 года, в России — 5 марта 2020 года.

## Сюжет
Сесилия Кэсс в сложных отношениях с богатым учёным Эдрианом Гриффином. Он груб, постоянно контролирует и подозревает её. Сесиллия даёт Эдриану снотворное и убегает из дома в глухую ночь. Хотя девушка почти была поймана Эдрианом из-за сработавшей сигнализации, сестра Сесилии, Эмили, спасает её, и девушки скрываются. Сесилия из-за развившегося невроза прячется в доме Джеймса, полицейского детектива и его дочери-подростка Сидни. Две недели спустя Эдриан совершает самоубийство и оставляет Сесилии 5 миллионов долларов в своём завещании. Но, если Сесилия окажется сумасшедшей или под следствием, то она не получит ни цента. Узнав о завещании с условиями, Сесилия пытается жить спокойной жизнью, однако с ней начинают происходить странные события. Когда она оставляет свой завтрак готовиться, плита сама увеличивает температуру и загорается. На собеседовании Сесилия открывает портфель и находит его пустым. После попытки встать она теряет сознание и просыпается в больнице. Позже доктор звонит и говорит, что они обнаружили высокий уровень диазепама в её крови. Вскоре после этого она находит тот же пузырёк с рецептом, который она подсыпала Эдриану, и который она обронила в ту ночь, когда она сбежала.
Она устраивает встречу с братом Эдриана, Томом, и настаивает на том, что её погибший муж инсценировал свою смерть и нашёл способ стать невидимым. Том и Джеймс не верят ей и игнорируют её. В это время некто послал Эмили письмо с обвинениями с аккаунта Сесилии. Эмили от обиды при встрече с Сесилией говорит ей, что Эдриан мёртв и прогоняет её. Дома Сесилия впадает в отчаяние и страх. Сидни утешает её, но невидимый человек в этот момент ударяет девочку, оставив Сесилию в положении виновной. Джеймс кричит на Сесилию, решив, что она сошла с ума, и покидает с дочкой дом. В панике Сесилия пытается обнаружить человека-невидимку. Забравшись на чердак, она находит нож и телефон погибшего мужа с фотографиями спящей Сесилии. Услышав, как невидимка поднимается по лестнице наверх, Сесилия опрокидывает ему на голову банку с краской, но тот сбегает на кухню, стирает следы краски и нападает на девушку. Спустя некоторое время борьбы с ним, Сесилия покидает свой дом и бежит к особняку Эдриана. Там она обнаруживает костюм, в котором используются специальные камеры, чтобы сделать его владельца невидимым. Она прячет костюм в особняке, но подвергается ещё одной атаке человека-невидимки. Благодаря появившейся собаке Эдриана, Сесилия сбегает из дома и пытается рассказать своей сестре в ресторане о необычном костюме, но внезапно человек-невидимка перерезает горло Эмили и кладет нож в руку Сесилии, чтобы подставить её.
Сесилию отправляют в лечебный центр в ожидании суда, где врач сообщает ей, что она беременна. Том навещает её и предлагает ей помощь, если она согласится вернуться к Эдриану и вместе воспитывать ребёнка. Сесилия отказывается от его предложения, однако ей удается украсть ручку из его портфеля, которую она использует позже, чтобы вскрыть себе вены, выманивая этим невидимку. Когда невидимка пытается остановить её, она наносит ему несколько ударов. Невидимый костюм начинает мерцать, привлекая внимание охранников. Невидимка избивает сотрудников охраны, в попытке покинуть здание, но Сесилия настигает его и пытается убить с помощью пистолета одного из охранников. Невидимка, которого Сесилия считает Эдрианом, останавливает её и говорит, что он не причинит ей вреда, пока она беременна; вместо этого он планирует убить Сидни.
Сесилия мчится к дому, где невидимка избивает Джеймса и его дочь. Она распыляет огнетушитель на невидимку и, стреляя, убивает его. Под маской невидимки оказался Том, брат Эдриана. Когда полиция находит Эдриана живым в его доме, он утверждает, что он был пленником своего брата, но Сесилия считает, что Эдриан подстроил это и специально послал Тома к дому Джеймса вместо себя, зная, что произойдёт.
Пытаясь заставить Эдриана признать её версию, она, надев устройство прослушивания, чтобы Джеймс всё услышал, встречается с бывшим мужем на ужине у него дома, чтобы обсудить свою беременность. Она предлагает помириться, но только если он будет с нею честен о своей причастности. Эдриан ведёт себя как неуверенный человек и отрицает обвинения, но, когда Сесилия начинает плакать, он, зловеще улыбаясь, вспоминает об акте насилия в их прошлой жизни. Сесилия улыбается в ответ и говорит, что ей нужно привести себя в порядок. После, надев костюм невидимости, перерезает горло Эдриану, создавая для камер слежения впечатление, будто он теперь по настоящему совершил самоубийство. Переодевшись, она устраивает обман для камер: заходит в слепую зону, чтобы припомнить умирающему Эдриану обиды. Джеймс врывается и спрашивает Сесилию, что случилось. Она уверяет его, что Эдриан действительно покончил с собой. Несмотря на то, что Джеймс всё же замечает костюм невидимости в её сумочке, он отпускает Сесилию.

## В ролях
| Актёр                                   | Роль                      |
| --------------------------------------- | ------------------------- |
| Элизабет Мосс                           | Сесилия Касс              |
| Оливер Джексон-Коэн                     | учёный Эдриан Гриффин     |
| Харриет Дайер                           | Эмили Касс                |
| Элдис Ходж                              | полицейский Джеймс Ланьер |
| Сторм Рид                               | школьница Сидней Ланьер   |
| Майкл Дорман                            | юрист Том Гриффин         |
| Бенедикт Харди                          | архитектор Марк           |
| Ренее Лим (англ. Renee Lim)             | доктор Лее                |
| Ник Кици                                | официант Тейлор           |
| Николай Хопе (англ. Nicholas Hope)      | главный врач              |
| Сэм Смит                                | детектив Рикли            |
| Зара Майклс                             | медсестра                 |
| Наш Едгертон (англ. Nash Edgerton)      | охранник                  |
| Энтони Вон (англ. Anthony Brandon Wong) | жертва несчастного случая |
| Амали Голден                            | Энни                      |

## Производство

### Актёрский состав
В марте 2019 года Элизабет Мосс вступила в ранние переговоры, чтобы сыграть главную роль в качестве одного из главных героев, с официальным кастингом в следующем месяце. Сторм Рид, Элдис Ходж и Харриет Дайер позже присоединились к актёрскому составу с Оливером Джексоном-Коэном в главной роли.

### Съёмки
Основные съёмки начались 16 июля 2019 года, а завершены 17 сентября 2019 года в Сиднее в Австралии. Бенджамин Уоллфиш написал музыку для фильма.

## Релиз
Изначально фильм должен был выйти 13 марта 2020 года. Потом дату релиза перенесли на несколько дней раньше 28 февраля 2020 года.

## Приём

### Бюджет и сборы
Бюджет фильма составляет 9 миллионов долларов. На 1 марта 2020 года «Человек-невидимка» собрал 29 миллионов долларов в Соединенных Штатах и Канаде и 20,2 миллиона долларов на других территориях на общую сумму 49,2 миллиона долларов.
В Соединенных Штатах и Канаде фильм был спроектирован на общую сумму 24-30 миллионов долларов из 3610 кинотеатров в первые выходные. В первый день он заработал 9,8 миллионов долларов, в том числе 1,65 млн из предварительных просмотров в четверг. Фильм дебютировал до 28,9 миллионов долларов, превысив кассовые сборы.

### Критика
На Rotten Tomatoes фильм имеет 91 % свежести, основанных на 227 рецензиях при средней оценке 7,61 / 10. Metacritic рассчитал средневзвешенную оценку в виде 71 балла из 100, основываясь на 55 рецензиях, что указывает на «в целом благоприятные отзывы». Аудитории CinemaScore дали фильму среднюю оценку «B +» по шкале от A + до F, а PostTrak дала фильму общий положительный балл 76 % и в среднем 4 звезды из 5, с 53 % людей, которые определенно рекомендуют данный фильм.

## Спин-офф
В ноябре 2019 года было объявлено, что на стадии разработки находится дополнительный фильм, сфокусированный вокруг «Девушки-невидимки» и Человека-невидимки. Элизабет Бэнкс сыграет главную роль, а также будет режиссёром и продюсером фильма «Девушка-невидимка» на основе её собственных оригинальных идей. Эрин Крессида Уилсон напишет сценарий перезагрузки женского аналога, а Макс Гендельман и Элисон Смолл будут продюсером и исполнительным продюсером соответственно. Бэнкс было разрешено выбрать проект из списка «Монстры Universal», в конечном итоге она выбрала «Девушку-невидимку».